# موكب الإباء
موكب الإباء فيلم من إنتاج سوري قام بإخراجه باسل الخطيب
أفلام السينما السورية -

## نبذة عن الفيلم
يروي الفيلم الأحداث التي جرت بعد استشهاد الحسين بن علي بن علي بن أبي طالب في واقعة كربلاء يوم 10 محرم لعام 61 هجري، حيث أخذت أخته السيدة زينب وابنه الإمام زين العابدين مع النساء والأطفال من آل البيت الذين لم يقتلوا في المعركة وسير بهم في موكب محزن إلى قصر ابن زياد في الكوفة ومنها إلى قصر يزيد في الشام في رحلة قاسية.
وفي هذا الموكب واجهت السيدة زينب بصبرها وحكمتها الظلم. وأثبتت بصلابتها أن شهادة الحسين بن علي كانت بحق في سبيل الإصلاح في أمّة جدّه رسول الله لتكون بحق المرأة التي حولت موكب السبي إلى موكب الإباء وما يعرضه الفيلم هو جملة من الحقائق حسب وجهة نظر المذهب الشيعي والوقائع المؤثرة. وقد أجازته نخبة من العلماء والمؤسسات الدينية الشيعية في كل من سوريا ولبنان ومصر وإيران.

## الممثلون
شارك في هذا الفيلم نخبة من الممثلين السوريين الكبار :
| آل البيت - سلوم حداد في دور الإمام الحسين بن علي. - سوسن عواد في دور السيدة زينب بنت علي. - علي صطوف في دور الامام زين العابدين. - لينا حوارنة في دور الرباب. - تاج حيدر في دور سكينة بنت الحسين. - ربى السعدي في دور رقية. - ميرنا زينون في دور عاتكة. | آل البيت - إيمان عودة في دور أم كلثوم. - رجاء يوسف في دور ليلى. - غفران علي في دور رملة. - مروان الجندي في دور الإمام محمد الباقر. - أيمن طعمة في دور عبد الله. - سارة الجندي في دور خولة. | في الكوفة - رضوان عقيلي في دور عبيد الله بن زياد. - عبد الرحمن أبو القاسم في دور الأزدي. - تيسير ادريس في دور الشمر. - باسم قهار في دور خولي الأصبحي. - فائق عرقسوسي في دور عمر بن سعد. - فؤاد وكيل في دور شبث الربعي. - يوسف مقبل في دور حرملة. - منذر أبو راس في دور المختار الثقفي. - خالد حمد في دور زجر. | في قصر يزيد - علاء قاسم في دور يزيد بن معاوية. - قمر خلف في دور هند. - ياسين آرناؤوط في دور سرجون الرومي. - أسماعيل ديركي في دور ثور السلمي. - فاطمة أبو عقل في دور الجارية مرة. | في المدينة المنورة - صباح جزائري في دور أم سلمة. - رواد عليو في دور فاطمة بنت الحسين. |

بالاشتراك مع
| - أحمد رافع في دور أبو الأسود الدؤلي. - سوسن ميخائيل في دور درة الصدف. - وضاح حلوم في دور ليث. - نوار بلبل في دور مهاب. - رشا التقي في دور رحاب. - سعيد الآغا في دور زرير الخزاعي. | - رياض وردياني في دور والي حلب. - عادل علي في دور القس إيليا. - فتحي رواد في دور الأسلمي. - مفيد أبو حمده في دور الشيخ الدمشقي. - شادي زيدان في دور مصعب. - نصر شما في دور عبد الله الأنصاري. | - عدنان عبد الجليل في دور القس يوحنا. - هاشم علي في دور والي الموصل. - لمى إبراهيم في دور الراهبة. - شادي زيدان في دور الجندي وقاد. - جهاد الأطرش ممثل صوت الإمام الحسين. - علي شقير ممثل صوت الإمام زين العابدين. |

## المخرج
أخرج الفيلم المخرج السوري من أصل فلسطيني باسل الخطيب.

## ممنوع من العرض
منع ظهور الفيلم في جميع القنوات سواء كانت فضائية أو أرضية، ولكن سرعان ما انتشر الفيلم وأصبح متداولاً بين الناس. مدة الفيلم 114 دقيقة.

## وصلات
- موكب الأباء على موقع IMDb (الإنجليزية)
- موكب الأباء على موقع قاعدة بيانات الأفلام العربية
- موكب الأباء على موقع قاعدة بيانات الفيلم (الإنجليزية)
- موكب الأباء على موقع ليتربوكسد (الإنجليزية)
- فيلم موكب الإباء